# Všestary (ort i Tjeckien, Hradec Králové)
Všestary är en ort i Tjeckien.   Den ligger i distriktet Okres Hradec Králové och regionen Hradec Králové, i den centrala delen av landet, 100 km öster om huvudstaden Prag. Všestary ligger 270 meter över havet och antalet invånare är 1 537.
Terrängen runt Všestary är platt.Runt Všestary är det tätbefolkat, med 881 invånare per kvadratkilometer. Närmaste större samhälle är Hradec Králové, 7,4 km sydost om Všestary. Trakten runt Všestary består till största delen av jordbruksmark.